# Huracan
Huracan is zowel een overdekte stalen familieachtbaan als een darkride in het Belgische attractiepark Bellewaerde, te Ieper. Het is een op maat gemaakte achtbaan van het model Force Five, gebouwd door de Duitse attractiebouwer Zierer. De baan werd ondergebracht in de bestaande hal van de darkride Los Piratas, die in 2012 opgedoekt werd wegens te hoge onderhoudskosten. De attractie opende bij de start van het pretparkseizoen in 2013 en staat in het themagebied Mexico.

## Concept

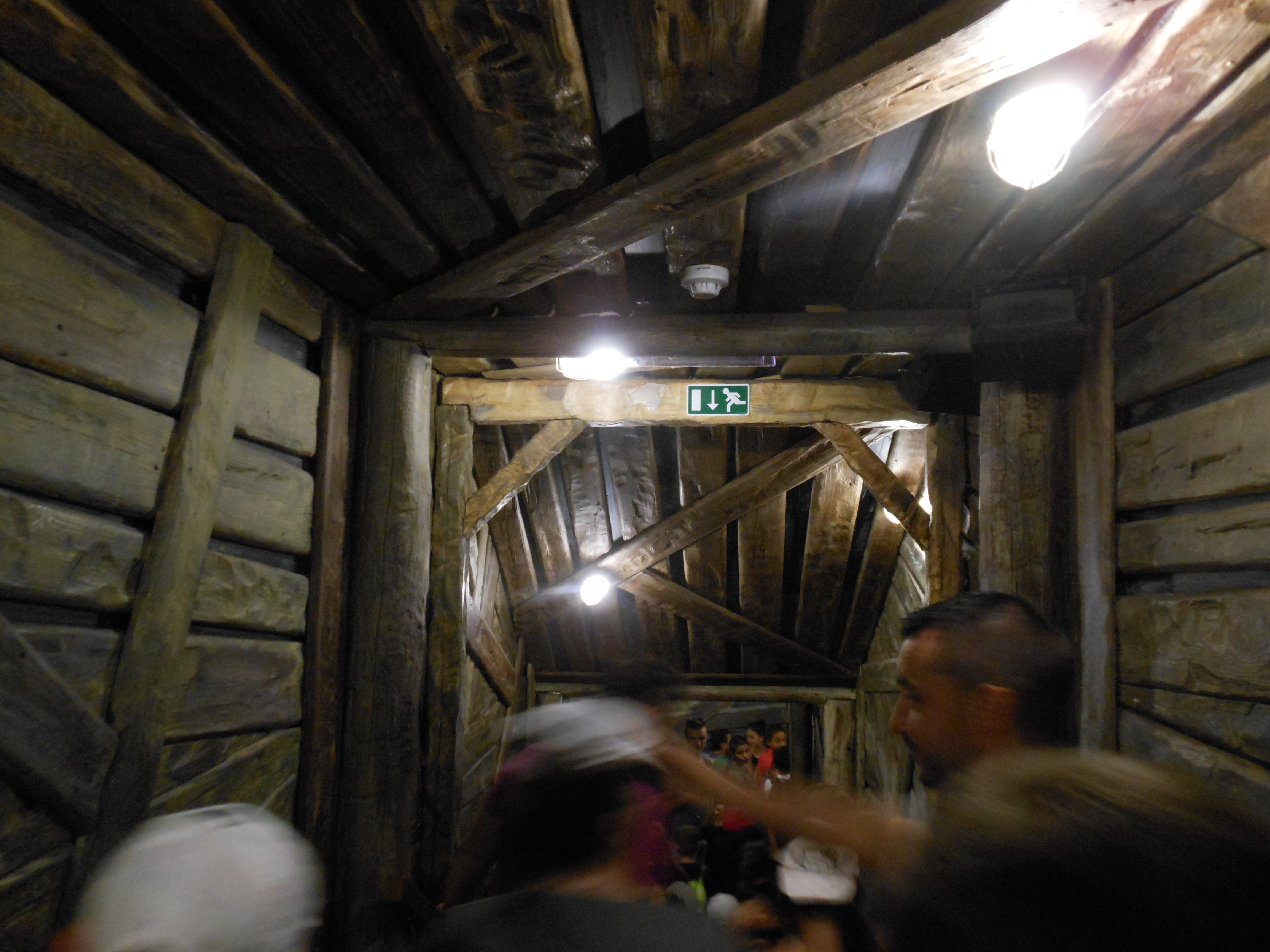
De indoor wachtrij

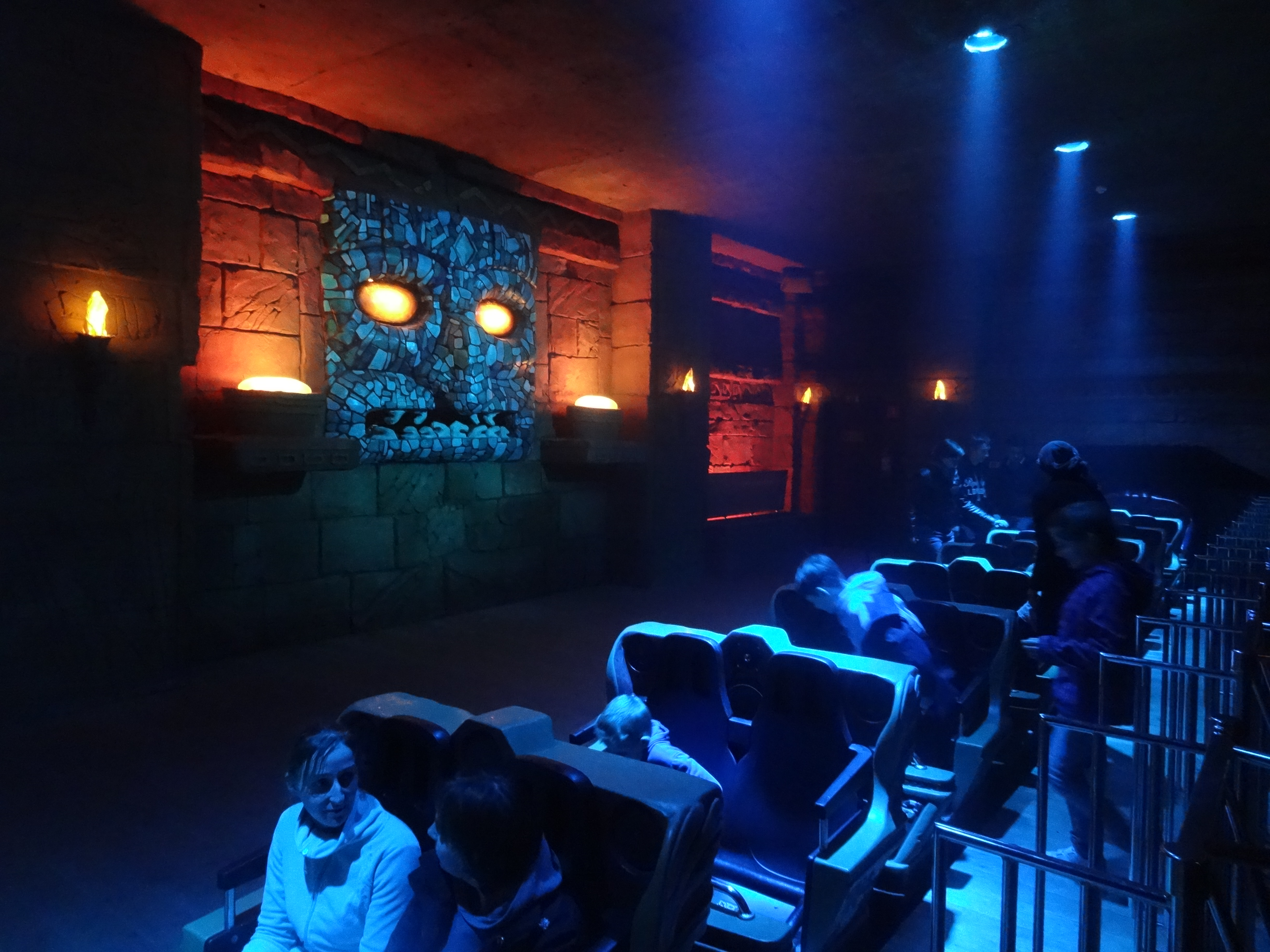
Het interieur van het station van de attractie

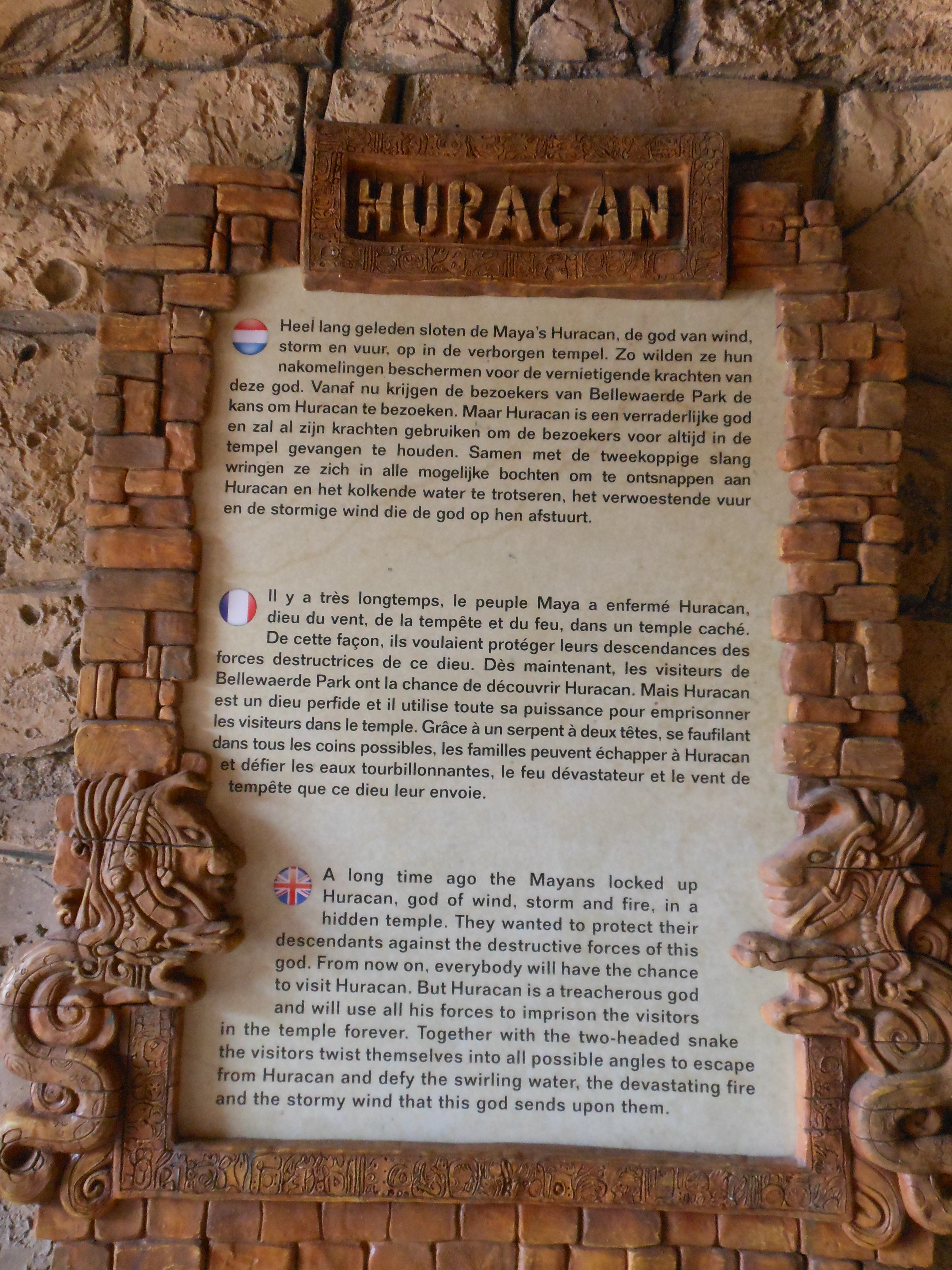
Het achtergrondverhaal

### Baanontwerp
Het traject dat de treinen afleggen is grotendeels overdekt. De baan heeft enkele steile helices, maar geen inversies. Het baanontwerp werd door de constructeur op maat gemaakt in samenspraak met het park. Bellewaerde legde, gezien het familiale karakter van de attractie, een maximumsnelheid van 50 km/u op. Het park wou ook een stuk baan boven het Mexicoplein, als afleiding voor wachtenden en toeschouwers. Om dat mogelijk te maken, moest de baan vijftien meter hoog worden. In de ontwerpfase ging men dus op zoek naar een evenwicht tussen hoogte en snelheid op een beperkte oppervlakte.

### Thema
Het verhaal achter de attractie, zoals het verteld wordt door het park, draait rond de Mayaanse god van wind, storm en vuur: Huracan. Die zou door een Mayaanse priester opgesloten zijn in de tempel op het Mexicoplein. Bezoekers kunnen op de rug van een tweekoppige slang van de menselijke naar de goddelijke wereld reizen, waar ze de elementen die de godheid beheerst aan den lijve ondervinden. De thematisering sluit aan bij dit verhaal: het station en de wachtrij werden aangekleed als tempel en het eerste darkride-gedeelte bestaat uit vier themazones: water, vuur, mist en wind. De treinstellen hebben de vorm van een tweekoppige slang, een rode en een blauwe.

### De rit
Wanneer de trein het station verlaat, worden in het darkride-gedeelte de vier themakamers doorlopen. Daarna volgt de liftheuvel, waarbij de trein tot op het dak van het gebouw getakeld wordt. Na de first drop in de buitenlucht duikelt de achtbaan opnieuw naar binnen voor een rit in volledige duisternis.

### Treinen
De twee achtbaantreinen hebben elk tien segmenten met een capaciteit van twee personen. In elk rijtuig zijn drie luidsprekers en een subwoofer geïntegreerd. Het on-board-geluidssysteem is uniek in België.

## Veiligheid
Alle passagiers dienen een minimale lengte te hebben van een meter. Alle personen onder de 120 cm dienen begeleid te worden door een volwassene. De zitplaatsen in de trein zijn voorzien van individuele heupbeugels.

## Trivia
- Bepaalde onderdelen van de baan zijn gevuld met zand en funderingen zijn aangepast om geluidstrillingen tegen te gaan.
- De snelheid van de trein in het darkridegedeelte kan aangepast worden naargelang de drukte in het park.
- De treinen worden magnetisch afgeremd om slijtage te beperken.

Afbeeldingen